# Centrale nucleare di Mülheim-Kärlich
La centrale nucleare di Mülheim-Kärlich (in tedesco Kernkraftwerk Mülheim-Kärlich) è una centrale nucleare, chiusa, della Germania, situata presso la località di Mülheim-Kärlich nella Renania-Palatinato. La centrale era composta da un reattore PWR per complessivi 1219MW di potenza.
Nel 1995 l'alta corte tedesca decide di chiudere la centrale, considerando la licenza di attività illegale, a causa della mancata considerazione, in fase di concessione, del rischio di terremoto nella zona.